# Distrito electoral federal 20 de Veracruz
El Distrito electoral federal 20 de Veracruz es uno de los 300 Distritos Electorales en los que se encuentra dividido el territorio de México para la elección de diputados federales y uno de los 20 en los que se divide el Estado de Veracruz. Su cabecera es la ciudad de Cosoleacaque.
El distrito 20 de Veracruz se encuentra en el extremo sureste de la entidad, principalmente formado por municipios de la denominada Región Olmeca. Desde el proceso de distritación de 2017 lo conforman 14 municipios, que son: Cosoleacaque, Chinameca, Hueyapan de Ocampo, Jáltipan, Mecayapan, Oluta, Oteapan, Pajapan, Soconusco, Texistepec, Zaragoza, Nanchital de Lázaro Cárdenas del Río y Tatahuicapan de Juárez.

## Distritaciones anteriores

### Distritación 2005 - 2017
Desde el proceso de distritación de 2005, el Distrito XX estuvo formado por los municipios de Acayucan, Chacaltianguis, Isla, Juan Rodríguez Clara, Playa Vicente, San Juan Evangelista, Sayula de Alemán, José Azueta, Tuxtlilla, Carlos A. Carrillo y Santiago Sochiapan.

### Distritación 1996 - 2005
Entre 1996 y 2005 el territorio del distrito XX se encontraba en la misma zona de Veracruz y lo formaban casi los mismos municipios, a excepción de los de Isla, Carlos A. Carrillo, Chacaltianguis y Tuxtlilla que no pertenecían a éste distrito y por el contrario incluía los municipios de Oluta y Soconusco.
El Distrito XX fue creado en el año de 1977 con la reforma electoral llevada a cabo este año, hasta antes Veracruz se dividía únicamente en 15 distritos electorales, por lo cual el Distrito XX únicamente a electo diputados a partir de la LI Legislatura en 1979.

## Diputados por el distrito
- LI Legislatura
  - (1979 - 1991): Gonzalo Sedas Rodríguez
- LV Legislatura
  - (1991 - 1994): Ignacia García López
- LVI Legislatura
  - (1994 - 1997): Erasmo Delgado Guerra
- LVII Legislatura
  - (1997 - 2000): David Dávila Domínguez
- LVIII Legislatura
  - (2000 - 2003): Jaime Mantecón Rojo
- LIX Legislatura
  - (2003 - 2006): Regina Vázquez Saut
- LX Legislatura
  - (2006 - 2009): Gregorio Barradas Miravete
- LXI Legislatura
  - (2009 - 2012): Fabiola Vázquez Saut
- LXII Legislatura
  - (2012 - 2015): Regina Vázquez Saut
- LXIII Legislatura
  - (2015 - 2018): Erick Lagos Hernández
- LXIV Legislatura
  - (2018 - 2021): Eulalio Ríos Fararoni